# Graiguenamanagh
Graiguenamanagh ou Graignamanagh (en irlandais : Gráig na Manach, "village des moines") est une ville du comté de Kilkenny, en Irlande. Elle sur trouve sur la route régionale R705 à la limite du comté de Carlow sur la rivière Barrow au pied de Brandon Hill (en). S'y trouve l'abbaye de Duiske, la plus vaste des trente-quatre abbayes cisterciennes médiévales du pays.

## Histoire
La rivière Barrow, moyen important de communication, a permis un développement de la navigation commerciale au milieu du XVIIIe siècle, et Graiguenamanagh a servi de base pour les péniches sur la rivière jusqu'à la fin de ce moyen de transport en 1959. Aujourd'hui, il n'y a plus que des bateaux touristiques.

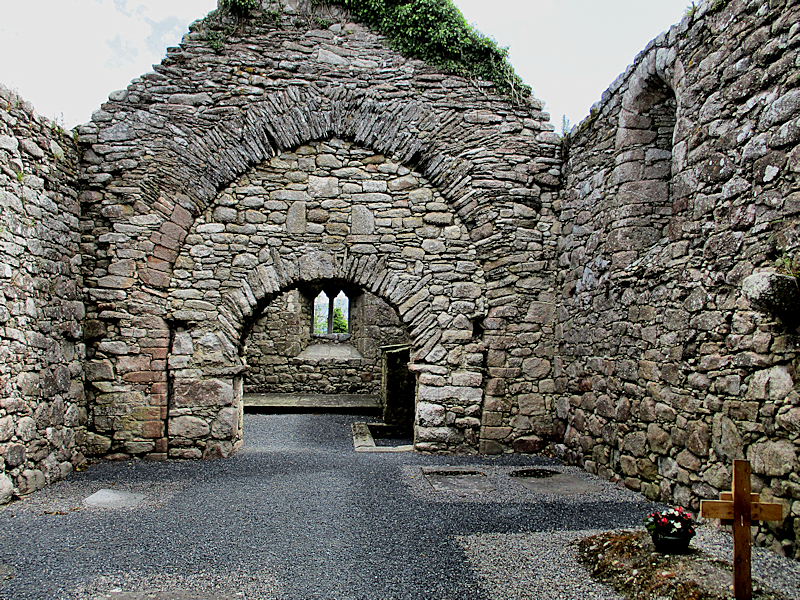
Église du monastère d'Ullard.

Près de la ville se trouvent les ruines de l'église chrétienne primitive d'Ullard, fondée par saint Fiacre au VIe siècle. Saint Fiacre se déplaça ensuite vers la France, où il a fondé le monastère de Meaux. De l'ancien monastère est conservé une croix haute datant du IXe ou du Xe siècle.
Un peu plus loin, on trouve encore les ruines d'un ancien bâtiment monastique à St. Mullins.

## Abbaye de Duiske
L'abbaye de Duiske, qui tire son nom de la petite rivière Douskey (en gaélique An Dubhuisce, en anglais Black Water), affluent de la Barrow à cet endroit, a été fondée par Guillaume le Maréchal en 1204 et supprimée par Henri VIII en 1536. Des ruines d'importance se trouvent derrière les maisons de Lower Main Street. L'église abbatiale gothique a été restaurée dans les années 1970, et dans l'aile nord une maquette montre le monastère tel qu'il était au XIVe siècle. On note un haut-relief du XIVe siècle représentant un chevalier avec une cotte de mailles qui met la main à l'épée, qui a été intitulé Knight of Duiske.
On trouve encore, dans les environs de l'abbaye, deux croix, dans le style typique de la culture celtique ; sur la plus haute et la mieux conservée des deux, on remarque en plus des scènes de la Crucifixion, une représentation du sacrifice d'Isaac par Abraham et une image du roi David jouant de la harpe.

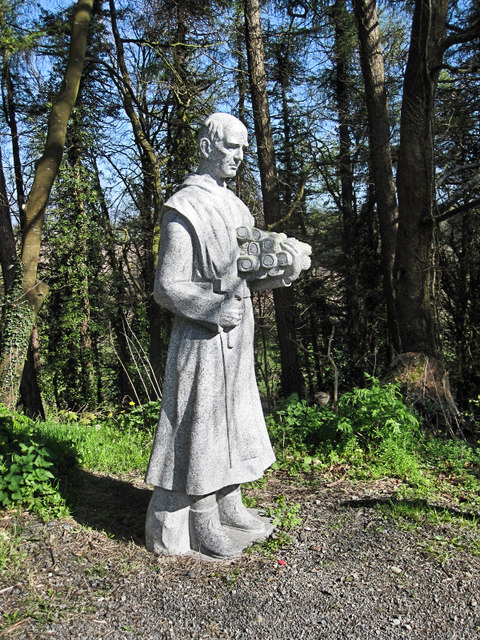
L'une des douze statues du sentier des moines.
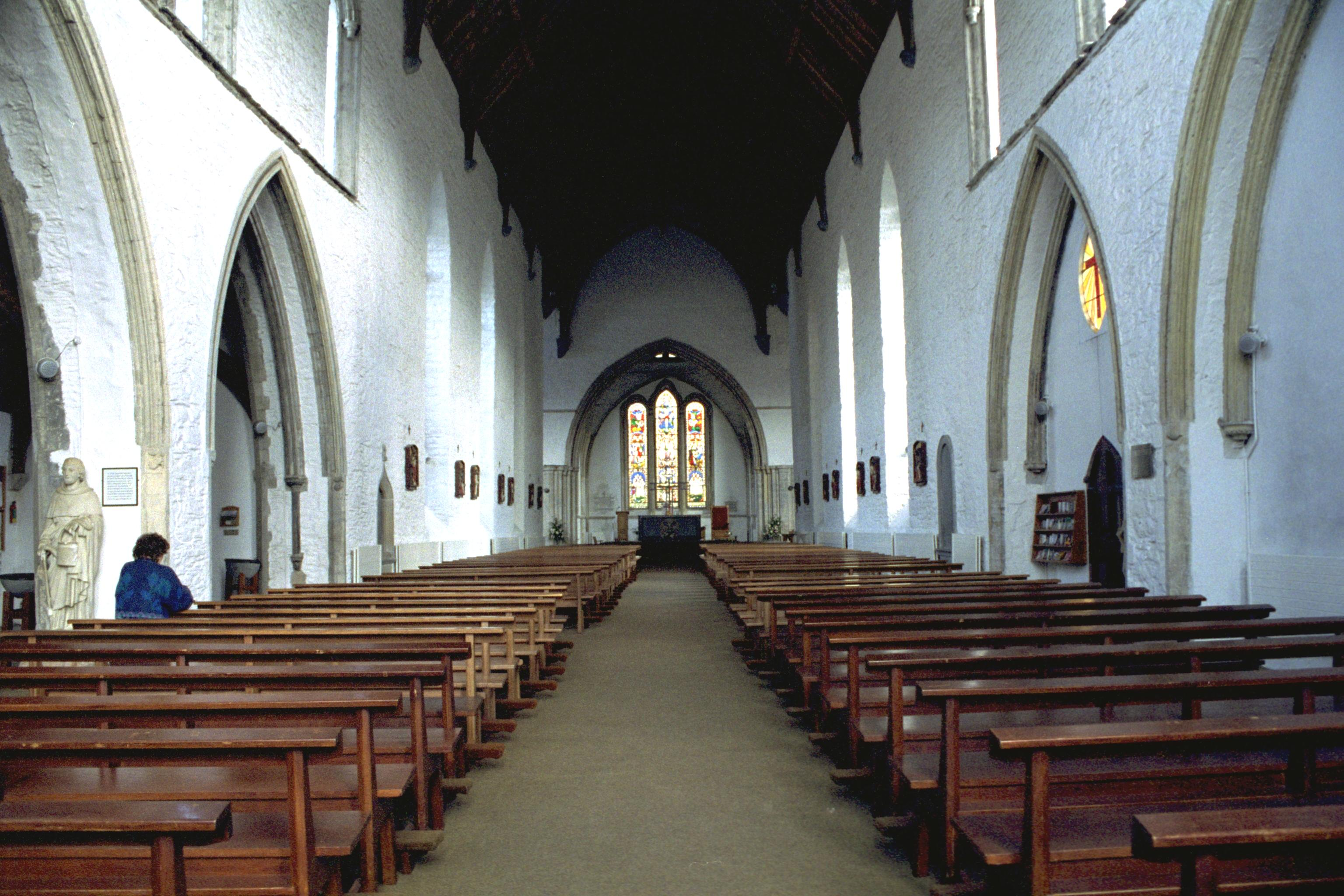
Vue de la nef du XIIIe siècle dans le style gothique anglais, restaurée en 1974[1].

| 1821  | 1831  | 1841  | 1851  | 1861  | 1871  | 1881  | 1891 | 1901 |
| ----- | ----- | ----- | ----- | ----- | ----- | ----- | ---- | ---- |
| 1 546 | 2 130 | 2 248 | 1 710 | 1 320 | 1 272 | 1 172 | 973  | 852  |

| 1911 | 1926 | 1936 | 1946  | 1951  | 1956  | 1961  | 1966  | 1971  |
| ---- | ---- | ---- | ----- | ----- | ----- | ----- | ----- | ----- |
| 844  | 799  | 845  | 1 064 | 1 076 | 1 366 | 1 244 | 1 177 | 1 303 |

| 1981  | 1986  | 1991  | 1996  | 2002  | 2006  | 2011  | 2016  | 2022  |
| ----- | ----- | ----- | ----- | ----- | ----- | ----- | ----- | ----- |
| 1 532 | 1 485 | 1 395 | 1 374 | 1 435 | 1 376 | 1 543 | 1 475 | 1 506 |

## Jumelage
- Avec Coulommiers en  France